# بنشي
بنشي (بالصينية: 本溪市 )‏ هي مدينة على مستوى محافظة، في جمهورية الصين الشعبية، تتبع لياونينغ، بلغ عدد سكانها 1,567,000  نسمة، تبلغ مساحتها 8.411 كيلومتر مربع، رمزها البريدي هو 117000.

## مدن توأم
المدن التوأم:
- مودينا
- إيليكتروستال.

## التقسيمات الإدارية
- Pingshan District, Benxi [الإنجليزية]‏
- Xihu District, Benxi [الإنجليزية]‏
- Mingshan District, Benxi [الإنجليزية]‏
- Nanfen District [الإنجليزية]‏
- بنشي [الإنجليزية]‏
- Huanren Manchu Autonomous County [الإنجليزية]‏.

## أعلام
- لي نينا
- يو روي